# 929-й истребительный авиационный полк
929-й истребительный авиационный полк (929-й иап) — воинская часть Военно-Воздушных сил (ВВС) Вооружённых Сил РККА, принимавшая участие в боевых действиях в годы Великой Отечественной войны.

## Наименования полка
- 92-й истребительный авиационный полк
- 929-й истребительный авиационный полк

## Создание полка
929-й истребительный авиационный полк создан 18 июня 1942 года переименованием  92-го истребительного авиационного полка.

## Расформирование полка
929-й истребительный авиационный полк 18 сентября 1942 года был расформирован в 13-м запасном авиационном полку Приволжского военного округа в г. Кузнецк Пензенской области. Личный состав направлен на укомплектование других полков.

## В действующей армии
В составе действующей армии:
- с 18 июня 1942 года по 22 августа 1942 года

## Командиры полка
| Звание               | Имя                           | Период                  | Примечание |
| -------------------- | ----------------------------- | ----------------------- | ---------- |
| капитан, майор       | Фаткулин Фарит Мухаметзянович | 18.06.1942 - 27.07.1942 | погиб      |
| майор                | Козырев Николай Иванович      | 28.07.1942 — 17.08.1942 | погиб      |
| батальонный комиссар | Васильев Борис Михайлович     | 18.08.1942 — 22.08.1942 |            |

## В составе соединений и объединений
| Период        | Фронт (округ)             | армия                            | дивизия                                       | примечание                                                    |
| ------------- | ------------------------- | -------------------------------- | --------------------------------------------- | ------------------------------------------------------------- |
| 18.06.1942 г. | Юго-Западный фронт        | 8-я воздушная армия              |                                               | Боевой работы не вёл, личный состав осваивал истребители Як-1 |
| 18.06.1942 г. | Юго-Западный фронт        | 8-я воздушная армия              |                                               | полк переименован в 929-й иап                                 |
| 08.07.1942 г. | Юго-Западный фронт        | 8-я воздушная армия              | 220-я истребительная авиационная дивизия      | Як-1                                                          |
| 12.07.1942 г. | Сталинградский фронт      | 8-я воздушная армия              | 220-я истребительная авиационная дивизия      | Як-1                                                          |
| 24.08.1942 г. | Приволжский военный округ | ВВС Приволжского военного округа | 13-й запасной истребительный авиационный полк | г. Кузнецк Пензенской области                                 |
| 18.09.1942 г. | Приволжский военный округ | ВВС Приволжского военного округа | 13-й запасной истребительный авиационный полк | расформирован                                                 |

## Участие в сражениях и битвах
- Сталинградская битва - с 18 июля 1942 года по 20 августа 1942 года

## Отличившиеся воины полка
- Бирюков Борис Васильевич, лейтенант, командир эскадрильи 92-го истребительного авиационного полка 44-й истребительной авиационной дивизии Военно-Воздушных Сил 6-й армии Юго-Западного фронта Указом Президиума Верховного Совета СССР от 20 ноября 1941 года удостоен звания Герой Советского Союза. Золотая Звезда № 663.
- Васильев Борис Михайлович, военный комиссар эскадрильи при управлении 44-й истребительной авиационной дивизии Военно-Воздушных Сил 6-й армии Юго-Западного фронта, удостоен звания Герой Советского Союза Указом Президиума Верховного Совета СССР 20 ноября 1941 года. Золотая Звезда № 643.
- Коцеба Григорий Андреевич, лейтенант, командир звена 3-й эскадрильи 271-го истребительного авиационного полка ВВС Северо-Кавказского военного округа, вошедшей в состав 44-й истребительной авиационной дивизии в качестве отельной истребительной авиационной эскадрильи, Указом Президиума Верховного Совета СССР от 20 ноября 1941 года за образцовое выполнение боевых заданий командования на фронте борьбы с немецко-фашистскими захватчиками и проявленные при этом мужество и героизм присвоено звание Героя Советского Союза со вручением ордена Ленина и медали «Золотая Звезда» № 641.
- Перепелица Александр Михайлович, младший лейтенант, командир звена 3-й эскадрильи 271-го истребительного авиационного полка ВВС Северо-Кавказского военного округа, вошедшей в состав 44-й истребительной авиационной дивизии в качестве отельной истребительной авиационной эскадрильи, Указом Президиума Верховного Совета СССР от 20 ноября 1941 года за образцовое выполнение боевых заданий командования на фронте борьбы с немецко-фашистскими захватчиками и проявленные при этом мужество и героизм присвоено звание Героя Советского Союза со вручением ордена Ленина и медали «Золотая Звезда» № 661.
- Степанов Арсений Иванович, сержант, лётчик 92-го истребительного авиационного полка 44-й истребительной авиационной дивизии Военно-Воздушных Сил 6-й армии Юго-Западного фронта Указом Президиума Верховного Совета СССР от 20 ноября 1941 года удостоен звания Герой Советского Союза. Золотая Звезда № 642.
- Фаткулин Фарит Мухаметзянович, капитан, командир эскадрильи при управлении 44-й истребительной авиационной дивизии Военно-Воздушных Сил 6-й армии Юго-Западного фронта Указом Президиума Верховного Совета СССР от 20 ноября 1941 года удостоен звания Герой Советского Союза. Золотая Звезда № 564.
- Чистяков Евгений Михайлович, младший лейтенант, заместитель командира эскадрильи 92-го истребительного авиационного полка 44-й истребительной авиационной дивизии Военно-Воздушных Сил 6-й армии Юго-Западного фронта Указом Президиума Верховного Совета СССР от 20 ноября 1941 года удостоен звания Герой Советского Союза. Золотая Звезда № 678.
- Хасин Виктор Яковлевич, майор, лётчик полка с 1941 года по сентябрь 1942 года, удостоен звания Герой Советского Союза командиром эскадрильи 271-го истребительного авиационного полка 274-й истребительной авиационной дивизии 1-го истребительного авиационного корпуса 3-й воздушной армии Калининского фронта 18 марта 1943 года. Золотая Звезда № 936.

|  | Перепелица Александр Михайлович |

## Статистика боевых действий
Всего за годы Великой Отечественной войны полком:
| Выполнено боевых вылетов | Проведено воздушных боёв | Сбито самолётов противника |
| ------------------------ | ------------------------ | -------------------------- |
| 3401                     | 39                       | 24                         |

Свои потери:
| Потеряно самолётов, всего | Погибло лётчиков всего |
| ------------------------- | ---------------------- |
| 47                        | 31                     |

## Самолёты на вооружении
| Период      | Самолёты |
| ----------- | -------- |
| 1942 — 1942 | Як-1     |